# Дакар (область)
Дака́р (фр. Dakar, волоф Ndakaaru) — область на крайнем западе Сенегала. Административный центр — город Дакар, являющийся также столицей страны. Площадь — 550 км², население — 2 740 200 человек (2010 год).

## География
На востоке граничит с областью Тиес. С остальных сторон омывается Атлантическим океаном.
Область расположена на Зелёном мысе, который является самой западной точкой Африки. Является самой густонаселённой областью в стране.

## Административное деление
Административно область подразделяется на 4 департамента:

Департаменты области

- Дакар
- Гедиавай
- Пикин
- Рюфиск